# Vendicatore Tossico
Il Vendicatore Tossico (Toxic Avenger) è un personaggio cinematografico fittizio, creato da Lloyd Kaufman nel 1985, protagonista di quattro film prodotti dalla Troma tra il 1985 e il 2000, di una serie di fumetti, di una serie di cartoni animati intitolata Toxic Crusaders e di due musical.

## Biografia

### La mutazione
Il vero nome del vendicatore tossico è Melvin Ferd, un nerd imbranato che lavora nella palestra di Tromaville, l'Health Club. Lì viene costantemente preso in giro e maltrattato dai ragazzi muscolosi e dalle loro bellissime ragazze. Durante uno scherzo particolarmente pesante (una ragazza lo costringe con l'inganno a indossare un tutù e a baciare una pecora) Melvin scappa terrorizzato e imbarazzato e precipita da una finestra, immergendosi in un barile di rifiuti tossici. Uscito da esso, Melvin inizia a trasformarsi orribilmente, quindi prende fuoco e fugge.
Melvin diventa così Toxic Avenger, una creatura mostruosa dalla forza sovrumana. Toxic elimina un gruppo di spacciatori che stavano picchiando un poliziotto, quindi torna a casa dalla madre, che però lo caccia terrorizzata. Toxic è così costretto a costruirsi un'abitazione di fortuna nella discarica di rifiuti tossici.
Successivamente in un ristorante messicano Toxic salva dallo stupro una ragazza cieca, Sarah. Toxic elimina tutta la banda, strappando braccia e spappolando teste con il solo uso delle sue mani, quindi si allontana con Sarah e la porta con sé. I due si innamorano e abitano insieme nella discarica.
Toxic diviene un vero e proprio supereroe, amato dai cittadini onesti di Tromaville. Oltre alle sue mani, l'altra sua arma è uno spazzolone, ricordo del suo lavoro in palestra. Ma Toxic attira su di sé anche le attenzioni del corrotto sindaco di Tromaville, che inizia a dargli la caccia. Dopo che Toxic ha ucciso una donna anziana, rinchiudendola in una lavatrice, creduta una vittima innocente, il sindaco decide di eliminarlo, chiedendo aiuto alla Guardia nazionale. In realtà la donna anziana era una pericolosa criminale, a capo di una banda di spacciatori.
Toxic, preoccupato dalla sua incontrollabile violenza, decide di lasciare Tromaville e si reca insieme a Sarah in un bosco. I due però vengono scovati e il sindaco ordina alla Guardia nazionale di abbattere Toxic. I cittadini di Tromaville creano però uno scudo umano davanti a Toxic e a Sarah. Toxic uccide il sindaco e riporta finalmente la calma e la pace a Tromaville.

### Contro l'Apocalypse Inc.
Quattro anni dopo gli eventi che portarono Melvin Ferd a diventare Toxic Avenger, su Tromaville regna la pace. Toxic però attraversa un periodo di depressione, a causa della mancanza del crimine. Il suo periodo di inattività finisce però molto presto: a Tromaville arriva infatti l'Apocalypse Inc., una multinazionale guidata da un gruppo di gangster, che vuole trasformare Tromaville in una grande discarica di rifiuti tossici. Per far questo, i capi della multinazionale convincono Toxic a recarsi in Giappone, facendogli credere che lì si trova suo padre.
Toxic così lascia la sua amata fidanzata cieca Claire e si reca in Giappone in windsurf. Arrivato a Tokyo incontra Masami, una ragazza del luogo, che lo aiuta nella ricerca di suo padre. Masami presenta a Toxic quello che lui crede suo padre, vale a dire Big Mac Bunko, che in realtà è un potente criminale d'accordo con l'Apocalypse Inc. Big Mac Bunko tenta di eliminare Toxic con l'ausilio degli Anti-Tromatons, che gettati sul corpo di Toxic provocherebbero la sua totale impotenza. Toxic scopre infatti di possedere i Tromatons, delle cellule che gli fanno riconoscere subito i criminali. Toxic riesce ad eliminare Big Mac Bunko e i suoi killer, quindi torna a Tromaville, sempre in windsurf.
Tornato a casa sua, Toxic trova la città preda dell'Apocalypse Inc., che perseguita e opprime i cittadini onesti. Toxic si trova così costretto ad affrontare un nutrito gruppo di killer, prima di portare la pace a Tromaville. Inoltre finalmente conosce il suo vero padre: Big Mac Junko, un uomo tranquillo e pacifico.

### In lotta contro il diavolo
Dopo aver sconfitto l'Apocalypse Inc., Toxic vive una vita tranquilla insieme a Claire. Dato che il tempo a disposizione è molto, Toxic decide di cercare un lavoro, ma non riesce a trovarlo, poiché un lavoro normale non si addice a una creatura dalla forza sovrumana e dalle enormi dimensioni.
Anche in questo caso, però, il periodo d'inattività di Toxic dura poco. A Tromaville torna infatti l'Apocalyse Inc., che gli offre un lavoro. Toxic accetta perché il lauto stipendio serve a sottoporre Claire ad una delicata operazione che le potrebbe ridare la vista. Ma dopo che Toxic ha accettato il lavoro l'Apocalypse Inc. è tornata ad impossessarsi di Tromaville e a vessare tutti i cittadini onesti.
Una volta scoperto tutto, Toxic si vede costretto ancora una volta a salvare la sua Tromaville, e deve ingaggiare una lotta contro il diavolo in persona. Ovviamente il Male sarà ancora una volta estirpato, e Toxic potrà sposare la sua Claire, che ha ritrovato la vista.

### Toxic e il suo doppio malvagio
Un anno dopo, la Scuola per Ragazzi Molto Speciali di Tromaville viene attaccata dalla Mafia del Pannolino. Questi picchiano e uccidono alcuni ragazzi disabili e introducono una bomba. Toxic accorre sul luogo, insieme al suo assistente obeso Lardass, e sgomina la banda. Ma la bomba è ormai innescata. Lardass si sacrifica, ingurgitandola, ma la bomba scoppia lo stesso, distruggendo la scuola. Si salvano solo due ragazzi che si ritrovano tramite un varco dimensionale, insieme a Toxic, ad Amortville, ossia l'esatto opposto di Tromaville, in cui regna il crimine.
Nello stesso istante, Tromaville viene sottomessa dal perfido Noxious Offender, il doppio malvagio di Toxic. Noxious è spietato e assetato di sangue, e se la prende con i bambini e le donne anziane. Gli abitanti di Tromaville sono scioccati, poiché credono che quella creatura malvagia sia Toxic Avenger. Il sindaco Goldberg manda sulle tracce di quello che anche lui crede sia Toxic gli altri supereroi di Tromaville: Vibrator, Masturbator, Mad Cowboy, l'Uomo Delfino e il Sergente Kabukiman.
Intanto Toxic deve affrontare i doppi malvagi di questi supereroi, ad Amortville. Dopo tante avventure riesce finalmente a tornare a casa sua, e scopre che la moglie Sarah è incinta di due bambini: uno avuto da Toxic, che rappresenta il Bene, l'altro avuto da Noxious, che rappresenta il Male. Toxic affronta Noxious e lo elimina dopo un cruento duello. Sarah dà alla luce il bambino che rappresenta il Bene, ma un'infermiera porta alla coppia un altro bambino, che somiglia incredibilmente al sergente Kabukiman. Questi confessa a Toxic di essersi accoppiato con Sarah, quando era completamente ubriaco.

## Collegamenti ad altre pellicole
- Toxic Avenger appare anche in Terror Firmer, diretto da Lloyd Kaufman nel 1999, che narra di un regista cieco che tenta di dirigere l'ennesimo sequel de Il vendicatore tossico.
- In Tromeo and Juliet, co-diretto da Lloyd Kaufman e James Gunn nel 1996, ad un party un personaggio indossa il costume di Toxic.
- Inoltre Toxic appare in una breve sequenza di Class of Nuke 'Em High Part II: Subhumanoid Meltdown, co-diretto da Eric Louzil e Donald G. Jackson nel 1991 e in una breve sequenza di Class of Nuke 'Em High 3: The Good, the Bad and the Subhumanoid, diretto da Eric Louzil nel 1994.